# Centro Cultural Atatürk
O Centro Cultural Atatürk (em turco: Atatürk Kültür Merkezi) ou abreviadamente AKM é  um centro cultural multiusos situado na Praça Taksim, Istambul, Turquia.
Os espaços públicos do complexo incluem cinco salas de espectáculos e um salão de exposições com 1 200 m² na entrada. O "Grande Palco", uma sala com lotação para 1 307 espectadores sentados, é usada para espectáculos das companhias de teatro estatais da Turquia (Devlet Tiyatroları) e pela Companhia Estatal de Ópera e Ballet da Turquia (Devlet Opera ve Balesi); a "Sala de Concertos", com lotação para 502 espetadores, é usada para concertos, reuniões e conferências; a "Câmara dde Teatro" tem 296 lugares; o "Palco Aziz Nesin" tem 190 lugares; a sala de cinema tem 206 lugares.
No centro cultural situam-se as sedes das seguintes instituições:
- Coro e Orquestra Sinfónica Estatal de Istambul (İstanbul Devlet Senfoni Orkestrası ve Korosu)

- Grupo Estatal de Música Foclórica Moderna de Istambul (İstanbul Devlet Modern Halk Müziği Topluluğu)

- Coro Estatal de Música Clássica Turca (İstanbul Devlet Klasik Türk Müziği Korosu)

Durante o verão, o AKM acolhe o Festival de Artes e Cultura de Istambul.
A construção do que começou por se chamar "Palácio da Cultura de Istambul" (İstanbul Kültür Sarayı), um projeto dos arquitetos Feridun Kip e Rükneddin Güney, foi iniciada a 29 de maio de 1946, mas o edifício só seria inaugurado a 12 de abril de 1969 com um ballet do compositor turco Ferit Tüzün e a ópera Aida de Verdi. Em 27 de novembro de 1970 o edifício foi destruído por um fogo em 27 de novembro de 1970, o qual começou enquanto era representada a peça The Crucible (As Bruxas de Salém), de Arthur Miller. O edifício foi posteriormente reconstruído.
Em 2005 o ministro da cultura turco chegou a propor a sua demolição, mas um movimento público conseguiu impedir isso. Em 2008 foram iniciadas obras de renovação que se previa estarem concluídas em 2010, para que o complexo pudesse ser usado para os evento da organização de "Istambul Capital Europeia da Cultura 2010".